# Estadio Victoria
L'Estadio Victoria est un stade de football mexicain.